# Olympische Winterspiele 2018/Eisschnelllauf
Bei den XXIII. Olympischen Winterspielen 2018 in Pyeongchang fanden 14 Wettbewerbe im Eisschnelllauf statt. Austragungsort war das Gangneung Oval in der Stadt Gangneung. Die im Februar 2017 eröffnete Halle bot eine Kapazität von 8.000 Zuschauerplätzen. Erstmals auf dem Programm standen Massenstartrennen.

## Bilanz

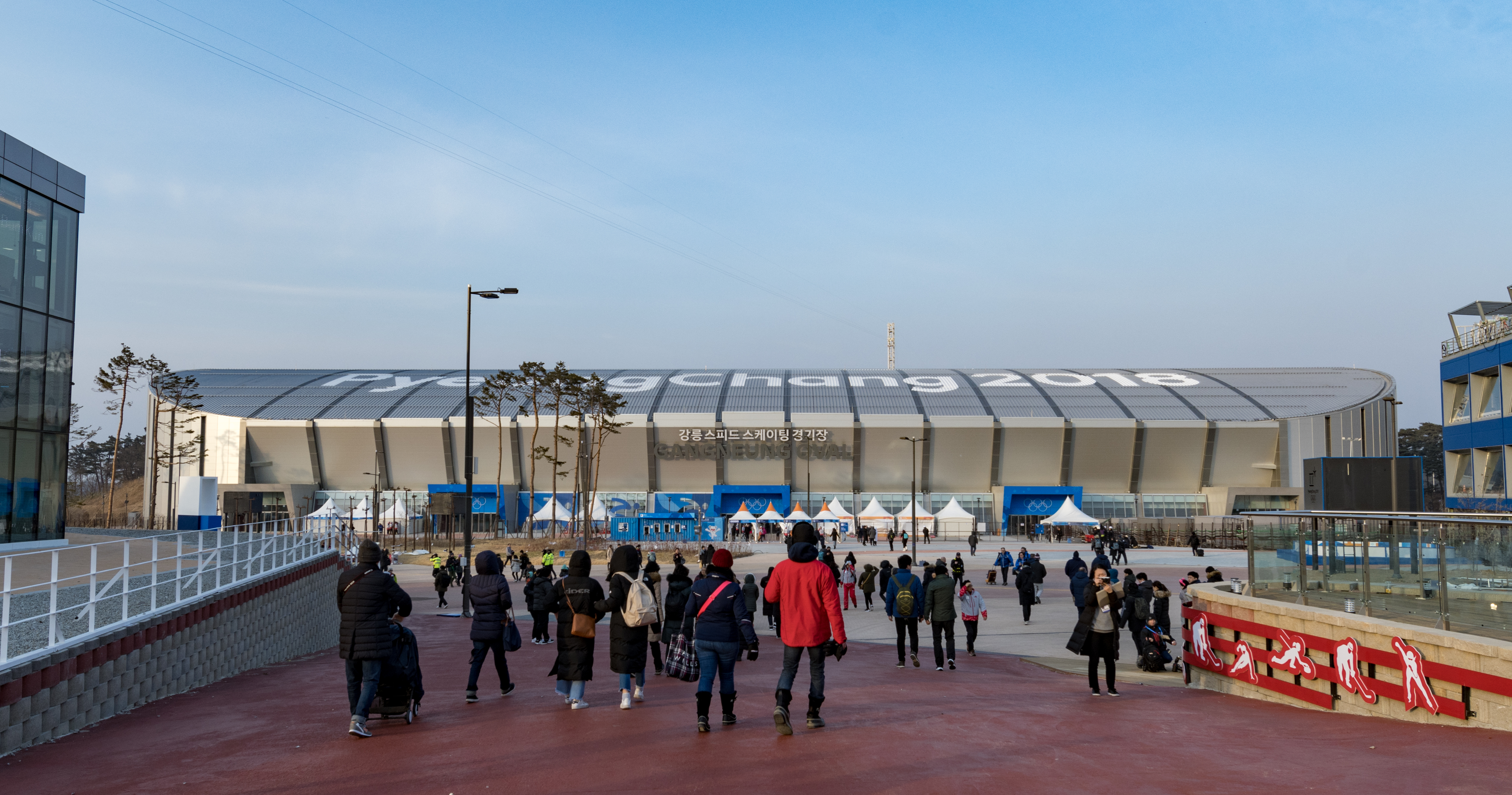
Gangneung Oval

### Medaillenspiegel
| Platz | Land               | Gold | Silber | Bronze | Gesamt |
| ----- | ------------------ | ---- | ------ | ------ | ------ |
| 1     | Niederlande        | 7    | 4      | 5      | 16     |
| 2     | Japan              | 3    | 2      | 1      | 6      |
| 3     | Norwegen           | 2    | 1      | 1      | 4      |
| 4     | Südkorea           | 1    | 4      | 2      | 7      |
| 5     | Kanada             | 1    | 1      | –      | 2      |
| 6     | Tschechien         | –    | 1      | 1      | 2      |
| 7     | Belgien            | –    | 1      | –      | 1      |
| 8     | China              | –    | –      | 1      | 1      |
| 8     | Italien            | –    | –      | 1      | 1      |
| 8     | OAR                | –    | –      | 1      | 1      |
| 8     | Vereinigte Staaten | –    | –      | 1      | 1      |

### Medaillengewinner
| Konkurrenz     | Gold                                                                     | Silber                                    | Bronze                                                 |
| -------------- | ------------------------------------------------------------------------ | ----------------------------------------- | ------------------------------------------------------ |
| 500 m          | Håvard Lorentzen                                                         | Cha Min-kyu                               | Gao Tingyu                                             |
| 1000 m         | Kjeld Nuis                                                               | Håvard Lorentzen                          | Kim Tae-yun                                            |
| 1500 m         | Kjeld Nuis                                                               | Patrick Roest                             | Kim Min-seok                                           |
| 5000 m         | Sven Kramer                                                              | Ted-Jan Bloemen                           | Sverre Lunde Pedersen                                  |
| 10.000 m       | Ted-Jan Bloemen                                                          | Jorrit Bergsma                            | Nicola Tumolero                                        |
| Massenstart    | Lee Seung-hoon                                                           | Bart Swings                               | Koen Verweij                                           |
| Teamverfolgung | Håvard Bøkko Sindre Henriksen Simen Spieler Nilsen Sverre Lunde Pedersen | Chung Jae-won Kim Min-seok Lee Seung-hoon | Jan Blokhuijsen Sven Kramer Patrick Roest Koen Verweij |

| Konkurrenz     | Gold                                             | Silber                                                       | Bronze                                                         |
| -------------- | ------------------------------------------------ | ------------------------------------------------------------ | -------------------------------------------------------------- |
| 500 m          | Nao Kodaira                                      | Lee Sang-hwa                                                 | Karolína Erbanová                                              |
| 1000 m         | Jorien ter Mors                                  | Nao Kodaira                                                  | Miho Takagi                                                    |
| 1500 m         | Ireen Wüst                                       | Miho Takagi                                                  | Marrit Leenstra                                                |
| 3000 m         | Carlijn Achtereekte                              | Ireen Wüst                                                   | Antoinette de Jong                                             |
| 5000 m         | Esmee Visser                                     | Martina Sáblíková                                            | Natalja Woronina                                               |
| Massenstart    | Nana Takagi                                      | Kim Bo-reum                                                  | Irene Schouten                                                 |
| Teamverfolgung | Ayaka Kikuchi Ayano Satō Miho Takagi Nana Takagi | Antoinette de Jong Marrit Leenstra Lotte van Beek Ireen Wüst | Heather Bergsma Brittany Bowe Mia Manganello Carlijn Schoutens |

## Ergebnisse Männer

### 500 m
| Platz | Land | Sportler                    | Zeit (min) |
| ----- | ---- | --------------------------- | ---------- |
| 1     | NOR  | Håvard Holmefjord Lorentzen | 34,41 (OR) |
| 2     | KOR  | Cha Min-kyu                 | 34,42      |
| 3     | CHN  | Gao Tingyu                  | 34,65      |
| 4     | FIN  | Mika Poutala                | 34,68      |
| 5     | JPN  | Daichi Yamanaka             | 34,78      |
| 6     | JPN  | Jōji Katō                   | 34,831     |
| 7     | NED  | Ronald Mulder               | 34,839     |
| 8     | GER  | Nico Ihle                   | 34,89      |
| 9     | NED  | Kai Verbij                  | 34,90      |
| 10    | NED  | Jan Smeekens                | 34,93      |

Datum: 19. Februar 2018, 20:00 Uhr 

36 Teilnehmer aus 17 Ländern, alle in der Wertung.

Olympiasieger 2014:  Michel Mulder 

Weltmeister 2017:  Jan Smeekens

### 1000 m
| Platz | Land | Sportler                    | Zeit (min) |
| ----- | ---- | --------------------------- | ---------- |
| 1     | NED  | Kjeld Nuis                  | 1:07,95    |
| 2     | NOR  | Håvard Holmefjord Lorentzen | 1:07,99    |
| 3     | KOR  | Kim Tae-yun                 | 1:08,22    |
| 4     | USA  | Joey Mantia                 | 1:08,564   |
| 5     | JPN  | Takuro Oda                  | 1:08,568   |
| 6     | NED  | Kai Verbij                  | 1:08,61    |
| 7     | USA  | Shani Davis                 | 1:08,78    |
| 8     | GER  | Nico Ihle                   | 1:08,93    |
| 9     | NED  | Koen Verweij                | 1:09,14    |
| 10    | USA  | Mitchell Whitmore           | 1:09,17    |

Datum: 23. Februar 2018, 19:00 Uhr 

36 Teilnehmer aus 17 Ländern, alle in der Wertung.

Olympiasieger 2014:  Stefan Groothuis 

Weltmeister 2017  Kjeld Nuis

### 1500 m
| Platz | Land | Sportler              | Zeit (min) |
| ----- | ---- | --------------------- | ---------- |
| 1     | NED  | Kjeld Nuis            | 1:44,01    |
| 2     | NED  | Patrick Roest         | 1:44,86    |
| 3     | KOR  | Kim Min-seok          | 1:44,93    |
| 4     | LAT  | Haralds Silovs        | 1:45,25    |
| 5     | JPN  | Takuro Oda            | 1:45,44    |
| 6     | BEL  | Bart Swings           | 1:45,49    |
| 7     | NOR  | Sindre Henriksen      | 1:45,64    |
| 8     | USA  | Joey Mantia           | 1:45,86    |
| 9     | NOR  | Sverre Lunde Pedersen | 1:46,12    |
| 10    | JPN  | Shane Williamson      | 1:46,21    |

Datum: 13. Februar 2018, 20:00 Uhr 

35 Teilnehmer aus 19 Ländern, davon 34 in der Wertung.

Olympiasieger 2014:  Zbigniew Bródka 

Weltmeister 2017:  Kjeld Nuis

### 5000 m
| Platz | Land | Sportler              | Zeit (min)   |
| ----- | ---- | --------------------- | ------------ |
| 1     | NED  | Sven Kramer           | 6:09,76 (OR) |
| 2     | CAN  | Ted-Jan Bloemen       | 6:11,616     |
| 3     | NOR  | Sverre Lunde Pedersen | 6:11,618     |
| 4     | NZL  | Peter Michael         | 6:14,07      |
| 5     | KOR  | Lee Seung-hoon        | 6:14,15      |
| 6     | BEL  | Bart Swings           | 6:14,57      |
| 7     | NED  | Jan Blokhuijsen       | 6:14,75      |
| 8     | ITA  | Nicola Tumolero       | 6:15,48      |
| 9     | JPN  | Seitaro Ichinohe      | 6:16,55      |
| 10    | GER  | Patrick Beckert       | 6:17,91      |

Datum: 11. Februar 2018, 16:00 Uhr 

22 Teilnehmer aus 14 Ländern, alle in der Wertung.

Olympiasieger 2014:  Sven Kramer 

Weltmeister 2017:  Sven Kramer

### 10.000 m
| Platz | Land | Sportler          | Zeit (min)    |
| ----- | ---- | ----------------- | ------------- |
| 1     | CAN  | Ted-Jan Bloemen   | 12:39,77 (OR) |
| 2     | NED  | Jorrit Bergsma    | 12:41,98      |
| 3     | ITA  | Nicola Tumolero   | 12:54,32      |
| 4     | KOR  | Lee Seung-hoon    | 12:55,54      |
| 5     | CAN  | Jordan Belchos    | 12:59,51      |
| 6     | NED  | Sven Kramer       | 13:01,02      |
| 7     | GER  | Patrick Beckert   | 13:01,94      |
| 8     | BEL  | Bart Swings       | 13:03,53      |
| 9     | GER  | Moritz Geisreiter | 13:06,35      |
| 10    | JPN  | Ryōsuke Tsuchiya  | 13:10,31      |

Datum: 15. Februar 2018, 20:00 Uhr 

12 Teilnehmer aus 8 Ländern, alle in der Wertung.

Olympiasieger 2014:  Jorrit Bergsma 

Weltmeister 2017:  Sven Kramer

### Massenstart
| Platz | Land | Sportler           | Punkte | Zeit (min) |
| ----- | ---- | ------------------ | ------ | ---------- |
| 1     | KOR  | Lee Seung-hoon     | 60     | 7:43,97    |
| 2     | BEL  | Bart Swings        | 40     | 7:44,08    |
| 3     | NED  | Koen Verweij       | 20     | 7:44,24    |
| 4     | SUI  | Livio Wenger       | 11     | 8:13,08    |
| 5     | DEN  | Viktor Hald Thorup | 08     | 7:57,10    |
| 6     | AUT  | Linus Heidegger    | 06     | 7:52,38    |
| 7     | BLR  | Wital Michajlau    | 01     | 7:53,38    |
| 8     | KOR  | Chung Jae-won      | 01     | 8:32,71    |
| 9     | USA  | Joey Mantia        |        | 7:45,21    |
| 10    | FRA  | Alexis Contin      |        | 7:45,64    |

Datum: 24. Februar 2018, 20:00 Uhr 

24 Teilnehmer aus 18 Ländern, davon 16 in der Wertung.

Weltmeister 2017:  Joey Mantia

### Teamverfolgung
| Platz | Land | Sportler                                                                   | Zeit (min) |
| ----- | ---- | -------------------------------------------------------------------------- | ---------- |
| 1     | NOR  | Håvard Bøkko Simen Spieler Nilsen Sverre Lunde Pedersen (Sindre Henriksen) | 3:37,32    |
| 2     | KOR  | Lee Seung-hoon Chung Jae-won Kim Min-seok                                  | 3:38,52    |
| 3     | NED  | Patrick Roest Sven Kramer Jan Blokhuijsen (Koen Verweij)                   | 3:38,40    |
| 4     | NZL  | Shane Dobbin Reyon Kay Peter Michael                                       | 3:43,54    |
| 5     | JPN  | Shane Williamson Seitaro Ichinohe Ryōsuke Tsuchiya (Shota Nakamura)        | 3:41,62    |
| 6     | ITA  | Andrea Giovannini Riccardo Bugari Nicola Tumolero                          | DSQ        |
| 7     | CAN  | Ted-Jan Bloemen Benjamin Donnelly Denny Morrison (Jordan Belchos)          | 3:42,16    |
| 8     | USA  | Jonathan Garcia Brian Hansen Emery Lehman (Joey Mantia)                    | 3:50,77    |

( ) Teilnahme im Viertel- oder Halbfinale
Datum: 21. Februar 2018, 20:00 Uhr 

Olympiasieger 2014:  Niederlande Jan Blokhuijsen, Sven Kramer, Koen Verweij 

Weltmeister 2017:  Niederlande Jan Blokhuijsen, Douwe de Vries, Jorrit Bergsma

## Ergebnisse Frauen

### 500 m
| Platz | Land | Sportlerin        | Zeit (min) |
| ----- | ---- | ----------------- | ---------- |
| 1     | JPN  | Nao Kodaira       | 36,94 (OR) |
| 2     | KOR  | Lee Sang-hwa      | 37,33      |
| 3     | CZE  | Karolína Erbanová | 37,34      |
| 4     | AUT  | Vanessa Herzog    | 37,51      |
| 5     | USA  | Brittany Bowe     | 37,530     |
| 6     | NLD  | Jorien ter Mors   | 37,539     |
| 7     | OAR  | Angelina Golikowa | 37,62      |
| 8     | JPN  | Arisa Gō          | 37,67      |
| 9     | CHN  | Yu Jing           | 37,81      |
| 10    | CAN  | Marsha Hudey      | 37,88      |

Datum: 18. Februar 2018, 20:00 Uhr 

31 Teilnehmerinnen aus 18 Ländern, alle in der Wertung.

Olympiasiegerin 2014:  Lee Sang-hwa 

Weltmeisterin 2017:  Nao Kodaira

### 1000 m
| Platz | Land | Sportlerin        | Zeit (min) |
| ----- | ---- | ----------------- | ---------- |
| 1     | NED  | Jorien ter Mors   | 1:13,56    |
| 2     | JPN  | Nao Kodaira       | 1:13,82    |
| 3     | JPN  | Miho Takagi       | 1:13,98    |
| 4     | USA  | Brittany Bowe     | 1:14,36    |
| 5     | AUT  | Vanessa Herzog    | 1:14,47    |
| 6     | NED  | Marrit Leenstra   | 1:14,85    |
| 7     | CZE  | Karolína Erbanová | 1:14,95    |
| 8     | USA  | Heather Bergsma   | 1:15,15    |
| 9     | NED  | Ireen Wüst        | 1:15,32    |
| 10    | NOR  | Ida Njåtun        | 1:15,43    |

Datum: 14. Februar 2018, 19:00 Uhr 

31 Teilnehmerinnen aus 15 Ländern, alle in der Wertung.

Olympiasiegerin 2014:  Zhang Hong 

Weltmeisterin 2017:  Heather Bergsma

### 1500 m
| Platz | Land | Sportlerin             | Zeit (min) |
| ----- | ---- | ---------------------- | ---------- |
| 1     | NED  | Ireen Wüst             | 1:54,35    |
| 2     | JPN  | Miho Takagi            | 1:54,55    |
| 3     | NED  | Marrit Leenstra        | 1:55,26    |
| 4     | NED  | Lotte van Beek         | 1:55,27    |
| 5     | USA  | Brittany Bowe          | 1:55,54    |
| 6     | JPN  | Nao Kodaira            | 1:56,11    |
| 7     | NOR  | Ida Njåtun             | 1:56,46    |
| 8     | USA  | Heather Bergsma        | 1:56,74    |
| 9     | POL  | Natalia Czerwonka      | 1:57,85    |
| 10    | ITA  | Francesca Lollobrigida | 1:57,94    |

Datum: 12. Februar 2018, 21:30 Uhr 

27 Teilnehmerinnen aus 14 Ländern, davon 26 in der Wertung.

Olympiasiegerin 2014:  Jorien ter Mors 

Weltmeisterin 2017:  Heather Bergsma

### 3000 m
| Platz | Land | Sportlerin          | Zeit (min) |
| ----- | ---- | ------------------- | ---------- |
| 1     | NED  | Carlijn Achtereekte | 3:59,21    |
| 2     | NED  | Ireen Wüst          | 3:59,29    |
| 3     | NED  | Antoinette de Jong  | 4:00,02    |
| 4     | CZE  | Martina Sáblíková   | 4:00,54    |
| 5     | JPN  | Miho Takagi         | 4:01,35    |
| 6     | CAN  | Ivanie Blondin      | 4:04,14    |
| 7     | CAN  | Isabelle Weidemann  | 4:04,26    |
| 8     | JPN  | Ayano Satō          | 4:04,35    |
| 9     | GER  | Claudia Pechstein   | 4:04,49    |
| 10    | OAR  | Natalja Woronina    | 4:05,85    |

Datum: 10. Februar 2018, 20:00 Uhr 

24 Teilnehmerinnen aus 13 Ländern, alle in der Wertung.

Olympiasiegerin 2014:  Ireen Wüst 

Weltmeisterin 2017:  Ireen Wüst

### 5000 m
| Platz | Land | Sportlerin             | Zeit (min) |
| ----- | ---- | ---------------------- | ---------- |
| 1     | NED  | Esmee Visser           | 6:50,23    |
| 2     | CZE  | Martina Sáblíková      | 6:51,85    |
| 3     | OAR  | Natalja Woronina       | 6:53,98    |
| 4     | NED  | Annouk van der Weijden | 6:54,17    |
| 5     | CAN  | Ivanie Blondin         | 6:59,38    |
| 6     | CAN  | Isabelle Weidemann     | 6:59,88    |
| 7     | BLR  | Maryna Sujewa          | 7:04,41    |
| 8     | GER  | Claudia Pechstein      | 7:05,43    |
| 9     | JPN  | Misaki Oshigiri        | 7:07,71    |
| 10    | BEL  | Jelena Peeters         | 7:10,26    |

Datum: 16. Februar 2018, 20:00 Uhr 

12 Teilnehmerinnen aus 9 Ländern, alle in der Wertung.

Olympiasiegerin 2014:  Martina Sáblíková 

Weltmeisterin 2017:  Martina Sáblíková

### Massenstart
| Platz | Land | Sportlerin             | Punkte | Zeit (min) |
| ----- | ---- | ---------------------- | ------ | ---------- |
| 1     | JPN  | Nana Takagi            | 60     | 8:32,87    |
| 2     | KOR  | Kim Bo-reum            | 40     | 8:32,99    |
| 3     | NED  | Irene Schouten         | 20     | 8:33,02    |
| 4     | EST  | Saskia Alusalu         | 15     | 8:47,46    |
| 5     | CHN  | Li Dan                 | 06     | 8:50,48    |
| 6     | BLR  | Maryna Sujewa          | 03     | 8:41,73    |
| 7     | ITA  | Francesca Lollobrigida | 01     | 8:33,30    |
| 8     | CZE  | Nikola Zdráhalová      | 1      | 8:41,35    |
| 9     | POL  | Luiza Złotkowska       | 1      | 8:47,34    |
| 10    | CHN  | Guo Dan                |        | 8:33,90    |

Datum: 24. Februar 2018, 20:00 Uhr 

24 Teilnehmerinnen aus 15 Ländern, davon 16 in der Wertung.

Weltmeisterin 2017:  Kim Bo-reum

### Teamverfolgung
| Platz | Land | Sportlerinnen                                                                 | Zeit (min)   |
| ----- | ---- | ----------------------------------------------------------------------------- | ------------ |
| 1     | JPN  | Miho Takagi Ayano Satō Nana Takagi (Ayaka Kikuchi)                            | 2:53,89 (OR) |
| 2     | NED  | Marrit Leenstra Ireen Wüst Antoinette de Jong (Lotte van Beek)                | 2:55,46      |
| 3     | USA  | Heather Bergsma Brittany Bowe Mia Manganello (Carlijn Schoutens)              | 2:59,27      |
| 4     | CAN  | Ivanie Blondin Josie Morrison Isabelle Weidemann (Keri Morrison)              | 2:59,72      |
| 5     | CHN  | Li Dan Liu Jing Hao Jiachen (Han Mei)                                         | 3:00,04      |
| 6     | GER  | Roxanne Dufter Gabriele Hirschbichler Claudia Pechstein                       | 3:04,67      |
| 7     | POL  | Natalia Czerwonka Luiza Złotkowska Karolina Bosiek (Katarzyna Bachleda-Curuś) | 3:03,11      |
| 8     | KOR  | Kim Bo-reum Park Ji-woo Noh Seon-yeong                                        | 3:07,30      |

( ) Teilnahme im Viertel- oder Halbfinale
Datum: 21. Februar 2018, 20:00 Uhr 

Olympiasiegerinnen 2014:  Niederlande Marrit Leenstra, Jorien ter Mors, Ireen Wüst, Lotte van Beek 

Weltmeisterinnen 2017:  Niederlande Antoinette de Jong, Marrit Leenstra, Ireen Wüst, Annouk van der Weijden